# Magliana (fiume)
La Magliana è un corso d'acqua di Roma, affluente di destra del Tevere.

## Descrizione
Nasce nel quadrante nord-occidentale della città (in zona Palmarola) a circa 110 metri s.l.m. Dopo un breve corso di 19,7 chilometri (in cui attraversa i quartieri Primavalle, Montespaccato, Gianicolense, Corviale e Magliana), si getta nel Tevere all'altezza del viadotto della Magliana.
Il rivo, per la freschezza delle sue acque, diede il nome alla tenuta dell'Acqua Fredda, oltre a segnare il confine della tenuta con quella contigua della Maglianella.
Due sono le probabili origini del nome "Magliana", una, meno probabile, dice che siano dovute al manto di "maglie" in canne di fosso, che venivano posate dai romani per attraversare quei terreni per lo più paludosi, l'altra che il nome "Magliana" prende origine dal nome della famiglia alla quale appartenevano quei terreni, la famiglia dei Manilii.
Durante gli anni, il piccolo corso d'acqua e i suoi numerosi affluenti si sono ridotti a "collettori fognari a cielo aperto"; tuttavia, ancora oggi il Fosso della Magliana rimane un importante corridoio ecologico (facente parte della Riserva naturale della Valle dei Casali), lungo le cui sponde trovano rifugio numerose specie animali e vegetali.